# پت بترام
پت بترام (انگلیسی: Pat Buttram; ۱۹ ژوئن ۱۹۱۵ – ۸ ژانویهٔ ۱۹۹۴) هنرپیشه و صداپیشه اهل ایالات متحده آمریکا بود.
از فیلم‌ها یا برنامه‌های تلویزیونی که وی در آن نقش داشته‌است می‌توان به بازگشت به آینده قسمت ۳، گرگ و میش احترام و سواری شیرین اشاره کرد.